# ایوان کوزلوف (اسکی‌بازی)
ایوان کوزلوف (انگلیسی: Ivan Kozlov؛ زادهٔ ۶ مهٔ ۱۹۷۸) ورزشکار اسکی پرش اهل اوکراین است.

## زندگی
کوزلوف در کی‌یف زاده‌شد.

## حرفه
کوزلوف همچنین از اسکی‌بازان پرش در بازی‌های المپیک زمستانی ۱۹۹۸ بوده‌است.